# 78
78（七十八、ななじゅうはち、しちじゅうはち、ひちじゅうはち、ななそじあまりやつ）は自然数、また整数において、77の次で79の前の数である。

## 性質
- 78は合成数であり、正の約数は 1, 2, 3, 6, 13, 26, 39, 78 である。
  - 約数の和は168。
    - 16番目の過剰数である。1つ前は72、次は80。
- 78 = 1 + 2 + 3 + 4 + 5 + 6 + 7 + 8 + 9 + 10 + 11 + 12
  - 12番目の三角数である。1つ前は66、次は91。
    - 78は12面サイコロの目の総和と等しい。
    - 三角数が過剰数になる3番目の数である。1つ前は66、次は120。(オンライン整数列大辞典の数列 A074315)
    - 三角数において各位の和も三角数になる9番目の数である。1つ前は55、次は91。(オンライン整数列大辞典の数列 A062099)
- 78 = 2 × 3 × 13
  - 5番目の楔数である。1つ前は70、次は102。
    - 2桁では最大の楔数である。
    - 三角数の楔数としては2番目の数である。1つ前は66、次は105。

  - 78 = 6 × 13
    - n = 6 のときの n と prime(n) との積とみたとき1つ前は55、次は119。(オンライン整数列大辞典の数列 A033286)
- (77, 78) は4番目のルース＝アーロン・ペアである。1つ前は(15, 16)、次は(125, 126)。
- 1/78 = 0.0128205… (下線部は循環節で長さは6)
  - 逆数が循環小数になる数で循環節が6になる16番目の数である。1つ前は77、次は84。
- 約数の和が78になる数は1個ある。(45) 約数の和1個で表せる23番目の数である。1つ前は74、次は91。
- 各位の和が15になる2番目の数である。1つ前は69、次は87。
  - 偶数という条件をつけると各位の和が15になる最小の数である。
- 各位の平方和が113になる最小の数である。次は87。(オンライン整数列大辞典の数列 A003132)
  - 各位の平方和が n になる最小の数である。1つ前の112は2666、次の114は178。(オンライン整数列大辞典の数列 A055016)
- 連続自然数を昇順に並べてできる7番目の数である。1つ前は67、次は89。(参照オンライン整数列大辞典の数列 A035333)
- 78 = 22 + 52 + 72
  - 3つの平方数の和1通りで表せる37番目の数である。1つ前は76、次は82。(オンライン整数列大辞典の数列 A025321)
  - 異なる3つの平方数の和1通りで表せる23番目の数である。1つ前は75、次は81。(オンライン整数列大辞典の数列 A025339)
  - n = 2 のときの 2n + 5n + 7n の値とみたとき1つ前は14、次は476。(オンライン整数列大辞典の数列 A074538)
- 78 = 12 + 22 + 32 + 82 = 12 + 42 + 52 + 62 = 22 + 32 + 42 + 72
  - 異なる4つの平方数の和3通りで表せる最小の数である。次は102。(オンライン整数列大辞典の数列 A025378)
  - 異なる4つの平方数の和 n 通りで表せる最小の数である。1つ前の2通りは90、次の4通りは142。(オンライン整数列大辞典の数列 A025417)
- π(400) = 78 (ただしπ(x)は素数計数関数)
  - 400までの素数は78個ある。1つ前の300までは62、次の500までは95。(オンライン整数列大辞典の数列 A028505)
- 78 = 34 − 3
  - n = 3 のときの n4 − n の値とみたとき1つ前は14、次は252。(オンライン整数列大辞典の数列 A058895)
- n = 78 のとき n と n − 1 を並べた数を作ると素数になる。n と n − 1 を並べた数が素数になる9番目の数である。1つ前は70、次は88。(オンライン整数列大辞典の数列 A054211)
- n = 78 のとき n と n + 1 を並べた数を作ると素数になる。n と n + 1 を並べた数が素数になる11番目の数である。1つ前は68、次は80。(オンライン整数列大辞典の数列 A030457)
  - n = 78 のとき n と n − 1 および n と n + 1 を並べた数が素数になる2番目の数である。1つ前は42、次は102。(オンライン整数列大辞典の数列 A068700)
例．7877 と 7879 は素数。またこの2つの素数は双子素数である。

## その他 78 に関すること
- 原子番号 78 の元素は白金（プラチナ）(Pt)。
- 第78代天皇は二条天皇。
- 日本の第78代内閣総理大臣は宮沢喜一。
- 太陽暦、グレゴリオ暦において平年の年始から78日目は3月19日である。
- 第78代ローマ教皇はドヌス（在位：676年11月2日～678年4月11日）である。
- 松任谷由実の曲に『78』（セブンティエイト、『悲しいほどお天気』所収）がある。タロットカードの枚数に由来。
- ウルトラマンの故郷はM78星雲にある。
- SP盤の回転数は 78rpm である。
- チェックメイト78はテレビ朝日系列で放映された刑事ドラマ。
- ガンダム (架空の兵器)の型式番号はRX-78。その他ガンダムNT-1やガンダム開発計画などにも RX-78 は使われている。
- クルアーンにおける第78番目のスーラは消息である。